# Metabiantes leighi
Metabiantes leighi – gatunek kosarza z podrzędu Laniatores i rodziny Biantidae.

## Występowanie
Gatunek został wykazany z dawnej kolonii Natal, w obecnej Republice Południowej Afryki.